# Třeskonice
Třeskonice je vesnice, část obce Tuchořice v okrese Louny. Nachází se asi 1,5 km na jihozápad od Tuchořic. V roce 2011 zde trvale žilo 91 obyvatel.
Třeskonice je také název katastrálního území o rozloze 4,51 km².

## Název
Název vesnice je odvozen z příjmení Třeskoň ve významu ves lidí Třeskoňových. V historických pramenech se vyskytuje ve tvarech in Trzeskoniczich (1437), Trzeskowicze (1548), Trzeskonicze (1588), s dvorem trziskoniczkym (1623), Trzeskonieczkymi (1629) nebo Držeskowitz a Tržeskonicz (1787).

## Historie
První písemná zmínka o obci pochází až z roku 1437. Tehdy Jan Vlček z Minic zapsal do desek dvorských své tvrze Líčkov a Minice spolu s několika dalšími vesnicemi včetně Třeskonic svém bratrovi Vaňkovi a neteři Markétě. Třeskonice nikdy netvořily samostatné dominium, až do roku 1848 byly součástí panství Líčkov. Ze středověkého a raně novověkého období je o Třeskonicích minimum zpráv. Soupis poddaných podle víry z roku 1651 uvádí v Třeskonicích 27 obyvatel, tři z nich se dosud nepřihlásili ke katolictví. O tři roky mladší berní rula zde zachytila 6 statků, žádný z nich nebyl opuštěný. Byla zde krčma, všichni hospodáři pěstovali chmel. Jména všech obyvatel mají německou podobu. Znamená to, že v té době už bylo původní české obyvatelstvo nahrazeno německými kolonisty. Teprve ve 2. polovině 18. století se Třeskonice začaly rozrůstat nad svou středověkou dimenzi. Zatímco tereziánský katastr z roku 1757 stále ve vsi uvádí jen 7 statků, roku 1787 zde stálo už 33 budov.
Po uzákonění povinné školní docházky Marií Terezií navštěvovaly třeskonické děti školu v sousedních Liběšicích. Už roku 1791 ale v obecním domku vyučoval kantor Josef Lindner. V roce 1842 pak byla nákladem místních sedláků postavena samostatná školní budova, kterou pak roku 1892 nahradila škola nová.
Po zrušení patrimoniální správy v roce 1849 se prvním voleným starostou stal Josef Brandschetl, který tuto funkci vykonával do roku 1862. Nejstarším spolkem ve vsi byli hasiči, založení roku 1891. V roce 1906 byl v Třeskonicích vybudován rozvod pitné a užitkové vody. Většina obyvatel se tehdy živila chmelařstvím. Ve vesnici byly dva koloniály, obchod s láhvovým pivem, jiný se střižním zbožím, působili zde kovář, švec, truhlář a kolář a byl zde hostinec. Za první světové války padlo na frontě celkem 15 místních občanů. Za první republiky žilo v Třeskonicích přibližně 10 % Čechů. Pro jejich děti zde byla roku 1934 založena pobočka školy v Tuchořicích. V té době byla na třeskonickém katastru v provozu pila a dvě cihelny.
V roce 1946 bylo ze žateckého sběrného střediska odsunuto 168 německých obyvatel Třeskonic. Nahradili je dosídlenci z řad Volyňských Čechů a z vnitrozemí. Volyňští Češi přišli převážně z Kvasilova u Lvova, ostatní hlavně z blízkých Pnětluk. Samostatný místní národní výbor existoval ve vsi do správní reformy v roce 1961, jeho písemnosti – ani obecní kronika – se však nedochovaly. Od té doby jsou Třeskonice součástí Tuchořic.

## Obyvatelstvo
Při sčítání lidu v roce 1921 zde žilo 267 obyvatel (z toho 125 mužů), z nichž bylo 25 Čechoslováků a 242 Němců. Kromě deseti židů byli římskými katolíky. Podle sčítání lidu z roku 1930 měla vesnice 290 obyvatel: 25 Čechoslováků a 265 Němců. S výjimkou jednoho žida se ostatní hlásili k římskokatolické církvi.
|                                                                         | 1869 | 1880 | 1890 | 1900 | 1910 | 1921 | 1930 | 1950 | 1961 | 1970 | 1980 | 1991 | 2001 | 2011 |
| ----------------------------------------------------------------------- | ---- | ---- | ---- | ---- | ---- | ---- | ---- | ---- | ---- | ---- | ---- | ---- | ---- | ---- |
| Obyvatelé                                                               | 317  | 289  | 283  | 299  | 289  | 267  | 290  | 145  | 120  | 116  | 117  | 93   | 103  | 91   |
| Domy                                                                    | 49   | 51   | 51   | 61   | 60   | 59   | 60   | 65   | .    | 37   | 39   | 47   | 50   | 50   |
| Počet domů z roku 1961 je zahrnut v celkovém počtu domů obce Tuchořice. |      |      |      |      |      |      |      |      |      |      |      |      |      |      |

## Pamětihodnosti
- Jižně od vesnice se zvedá vrch Výrov (509 metrů) se stejnojmenným hradištěm.
- Kaplička byla postavena v roce 1718.

## Galerie

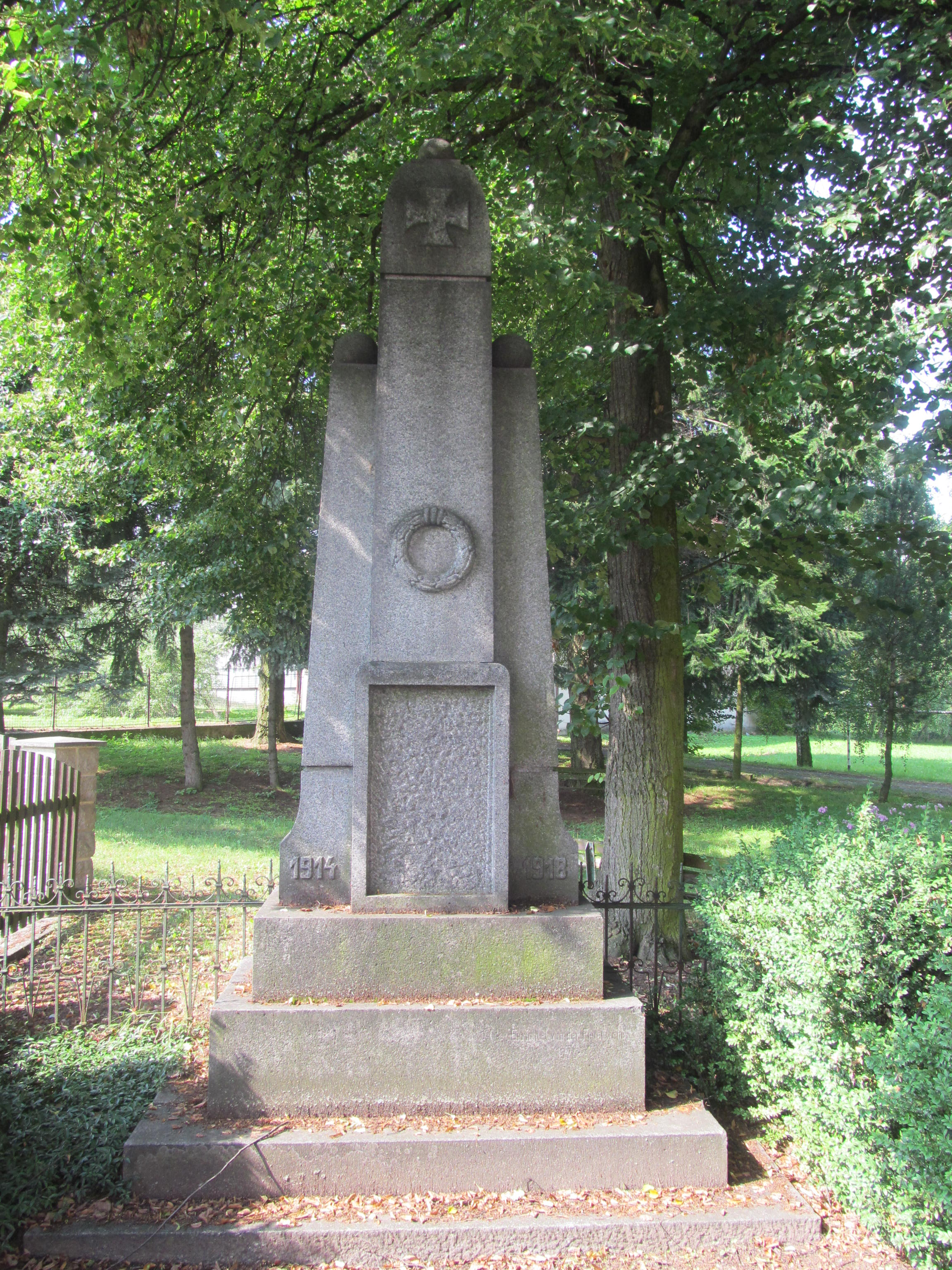
Pomník padlým v první světové válce
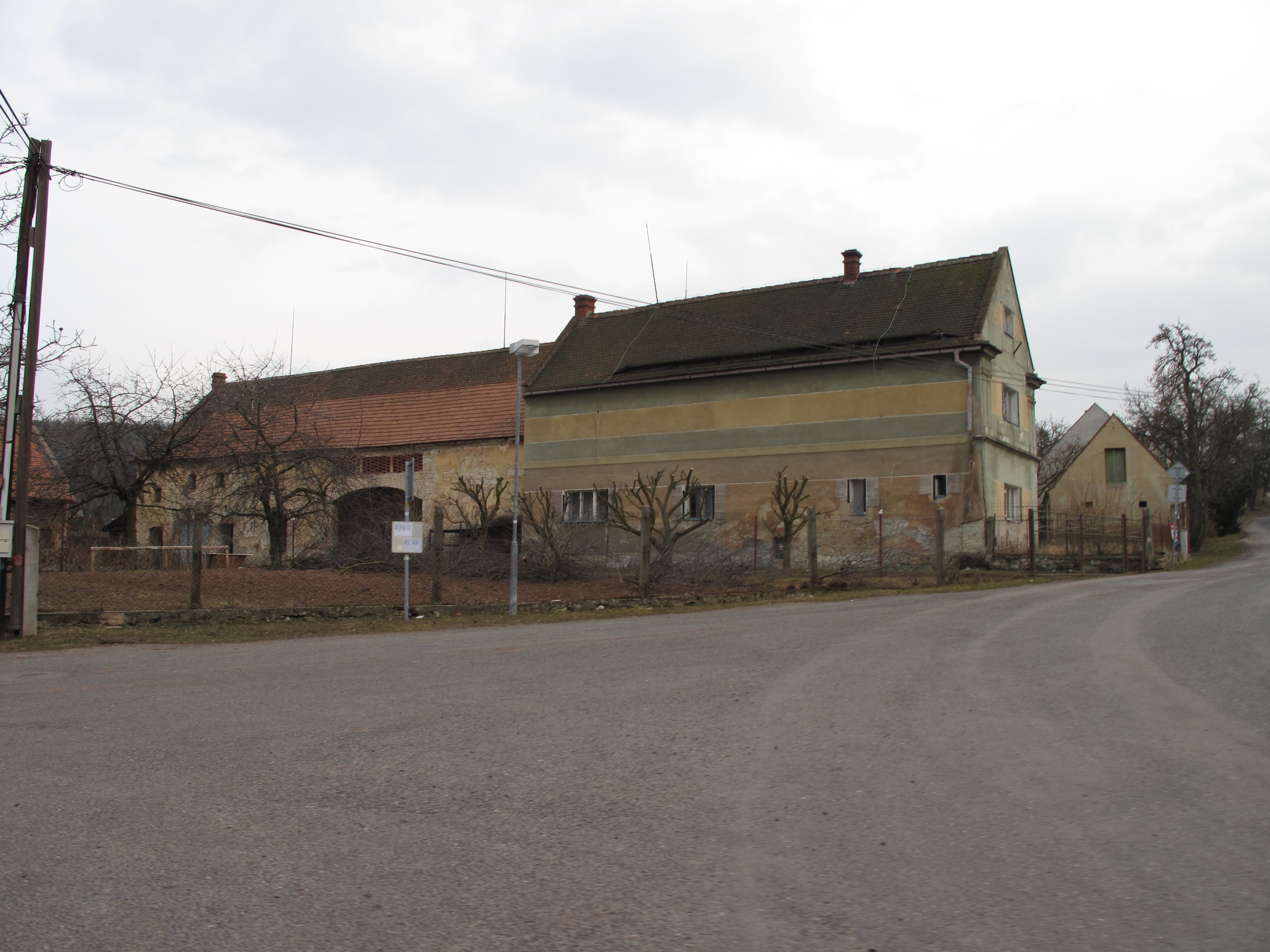
Zelený dům u silnice
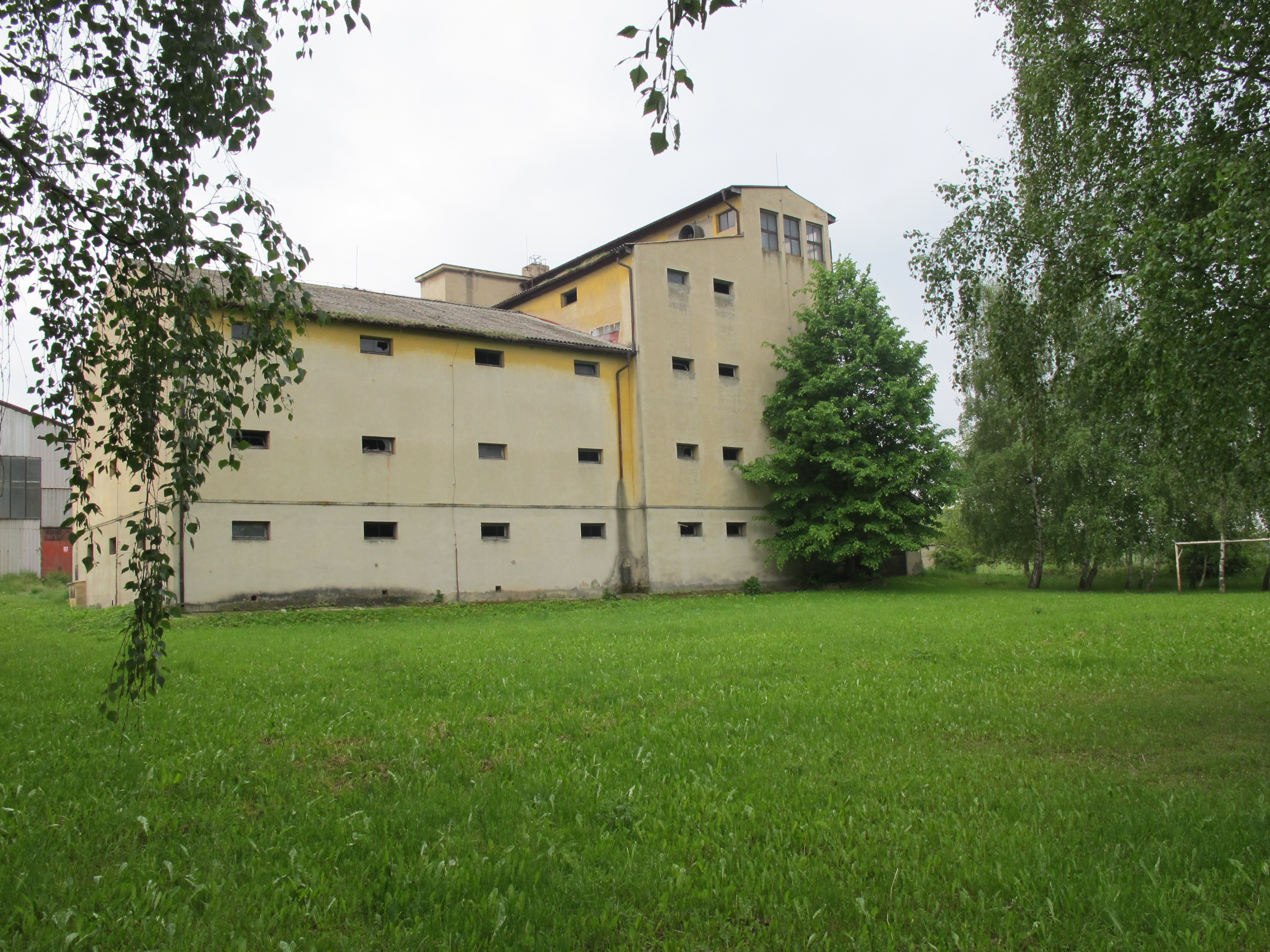
Sušárna chmele
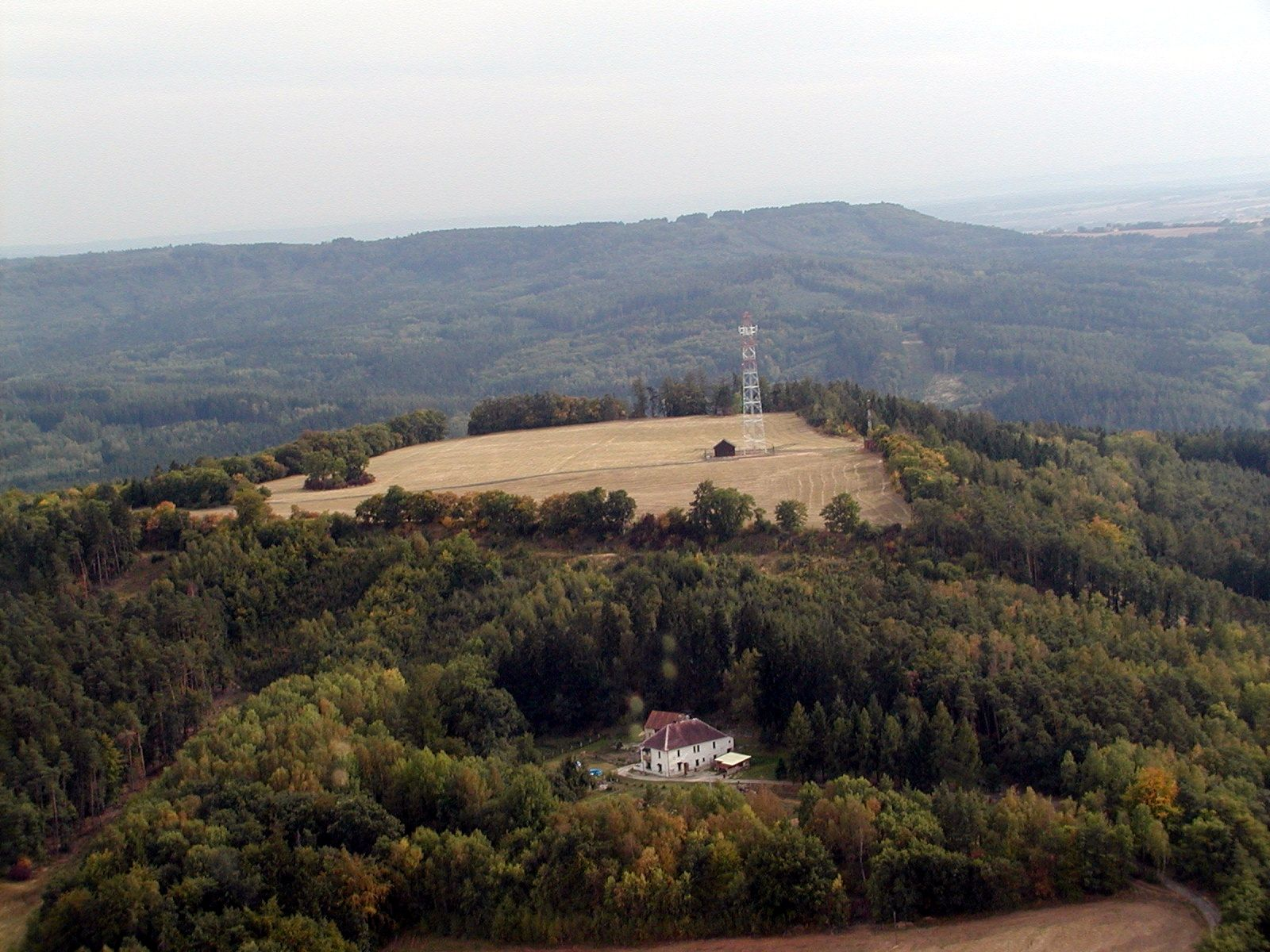
Letecký pohled na hradiště Výrov
Třeskonice na mapě prvního vojenského mapování z roku 1764